# Cleora cancer
Cleora cancer là một loài bướm đêm trong họ Geometridae.